# 川蜀盜亂
川蜀盜亂，也称明朝四川民变、蓝廷瑞鄢本恕起义，是指明朝中叶正德年间，在四川爆发的一起民变。民变领袖藍廷瑞、鄢本恕等转战各地，后被林俊、彭澤等成功平定。

## 过程

### 兵变
正德年间，藍廷瑞在山中行走，发现一枚古棄印，又得到一劍，自称有天命，遂与党羽迷惑民众起义。当时劉烈等人也聚眾作亂，侵掠陝西漢中等地。正德三年十月（1508年），四川保寧人藍廷瑞、鄢本恕于漢中起兵，接连攻陷数个州縣。明武宗起用右副都御史林俊巡撫四川，兼贊理軍務，督兵讨伐。正德四年（1509年）十二月，藍廷瑞自稱順天王，鄢本恕自稱刮地王，廖惠自稱掃地王，纠集10萬部队，进入湖廣、鄖陽等地。后因听闻巡撫林俊督兵进攻叛军，于是叛军又改为进发其他地境。劉烈等人则退回至四川，不久，劉烈被亂兵所殺，余党廖麻子、喻思俸继续叛乱。

### 派兵镇压
正德五年（1510年），明武宗命刑部尚書洪鐘兼任左都御史、總督川、陝、湖廣、河南四省軍務，征剿四川等處流賊。同年四月，藍廷瑞、廖惠等攻破通江縣，林俊派遣官兵及土兵进攻获胜，杀死、溺毙的叛军有6000餘人，并生擒廖惠。藍廷瑞则奔紅口與鄢本恕合兵，经过陝西、漢中三十六盤至大巴山。林俊再次派明军进攻，又获胜，叛军放弃輜重逃跑。正德六年（1511年）正月，江津曹甫自稱順天王，进攻縣治，僉事吳景被殺。巡撫都御史林俊听闻此事后，率军乘叛军获胜醉酒不設備，于是半夜进攻，叛军大败。之后明军再次于山坪、伏子岸等地阻击成功，并殺死曹甫等。先後擒斬3000餘人，收回被掠男婦700餘人。同年五月，鄢本恕、藍廷瑞等人掠夺蓬州、劍州。明武宗命總制尚書洪鐘同巡撫林俊、總兵楊宏配合镇压。又派遣巡視都御史高崇熙、鎮守太監韋興同洪鐘、林俊等一同镇压。

### 平定藍廷瑞、鄢本恕叛乱
次月，洪鐘率军抵达四川，但是与林俊对军事部署发生冲突，因此延误军机。藍廷瑞借此召集流散的部属，恢复士气，并攻占營山縣，杀死僉事王源。洪鐘因此与林俊一同总督四川部队、陝西巡撫都御史藍章督陝西兵，并号檄湖廣河南兵，一同分兵进攻，由洪鐘、林俊两人总督。湖廣部队首先抵达陝西石泉縣熨鬥壩，叛军见此着急并祈求归降，被命抵达四川東鄉縣金寶寺。然而叛军意在缓兵之计，一边求降一边仍然掠杀。之后明军包围，叛军稍微退让。
六月十五日，藍廷瑞将自己掠夺的一女子装作自己女儿，嫁给領兵土舍彭世麟為妾，以求联合彭世麟。彭世麟借此邀请叛军首领到营中庆祝，却成功设伏逮捕藍廷瑞等人。叛军听闻此事后大败逃散，明军趁机进攻并获大胜。叛军只有廖麻子未能逮捕。战报奏上后，加洪鐘为太子太保，林俊等人也有奖赏。

### 平定方四、任鬍子叛乱
江津曹甫餘黨方四、任鬍子、麻六兒等率众逃到綦江，进入思南府、石阡府等地。方四自称總兵，任鬍子自稱御史。当时贵州部队成功在思南抵御叛军，而播州兵在三跳等地阻击叛军，叛军因此由贵州再次逃回四川。
同年八月，叛军进攻南川、南頸、雀子岡等地，都被明军阻截；之后改为进攻東鄉、永澄等地，都被当地部队抵御。当时百戶柳芳等阵亡，明军士气不振，叛军借机谣言要攻取江津、重慶、瀘州、敘州，最终攻占成都，致使舆论哗然。明军于是再改部署，林俊驻守江津，高崇熙驻守瀘州，太監韋興驻守成都，都御史王綸驻守重慶。并檄副使何珊、都指揮鄒慶率兵由合江进攻。副使李鉞、知府曹恕率兵由江津进攻，形成夹击攻势。
九月，叛军进攻江津，恰逢石砫土兵援军抵达，明军合力抵御成功，并追叛军到合小坪。此后叛军以8000人再次袭击江津，林俊、李鉞、曹恕率领酉陽、播州、石砫等部队，从三道迎擊获胜，并追叛军到高觀山。林俊見叛军士气正盛，遣降将周大富入營招撫。方四偽令李廷茂出降，自己仍不投降。高崇熙知道叛军首领皆是仁壽人，派人抵达仁壽，将首领家屬带入營招降。方四等人杀死自己族人，仍然不归降。明军于是开始强攻，并斩杀任鬍子等，追殺30餘里，斬首1800餘級，生擒方四妻妾，俘獲男婦3400餘人，夺取骡马4500多匹。土兵乘胜追击，又斩杀叛军200多人。然而叛军见明军兵力稀少，于是发动反击，结果明军大败，千戶田宣冉、廷質等被叛军杀死，方四妻妾也趁机逃走，叛军残部2000余人则退至思南境內。当时明武宗宠信宦官，因巡撫右副都御史林俊反对宦官冒功，又因与洪鐘多有不和，请求致仕。尽管御史台请求留用，明武宗仍旧批准辞呈。林俊走后，四川人號哭追送。不久，叛军麻六兒、喻思俸、駱松祥、范藻等人再次起兵，內江、崇慶等地数年都无法安定。
明武宗随后起用巡撫都御史高崇熙調兵討方四、廖麻子、麻六兒等。正德七年（1512年）二月，叛军抵达贵州，并再次聚集力量，抢劫南川等縣，明军节节败退。之后方四从南川进攻綦江，被僉事馬昊击退，叛军奔至婺川退散。方四改名逃跑，被開縣義官李清逮捕报官。

### 平定余部叛乱
十一月，漢中廖麻子、喻思俸，內江駱松祥，崇慶范藻等分别进犯州縣，号称20万之众。洪鐘无法各自攻破，被御史王綸弹劾“縱寇殃民”，遂被罷職。明武宗又命右都御史彭澤總制軍務，同總兵時源征讨。
正德八年（1513年）二月，巡撫四川右都御史高崇熙因盜賊无法全部消灭，被逮捕入狱。改以右僉都御史馬昊巡撫四川。四月，彭澤率领苗兵进攻漢中廖麻子获胜，并分兵逐一逮捕；之后迅速移兵到內江討駱松祥，并成功平定。
正德九年（1514年）正月，彭澤率兵討崇慶范藻等，获胜。至此四川盗乱悉数平定，加總制軍務彭澤為太子太保，左都御史時源為左都督。